# 屏幕保护膜
屏幕保护膜是指在手机、平板電腦或其他觸控式螢幕设备上使用的，具有保护屏幕面板的玻璃不被划伤、防止他人偷窥、吸收少量冲击等用途的透明贴膜。它由疏油层，基质，胶层组成。目前人们主要使用商品贴膜，自己购买保护膜材料进行裁剪粘贴的较少。

## 結構

### 疏油层
疏油层由二氧化硅微粒通过蒸镀附着到基质上，用于疏水耐油。

### 基质
基质材料分为无机钢化玻璃（钠钾钙强化玻璃/高铝硅强化玻璃）、有机玻璃（PMMA）、高分子薄膜（PET/TPU）。钢化玻璃由普通硅玻璃通过热处理再经过溶液渗透强化制成，大多使用钠钾钙离子强化，铝离子强化的高铝硅玻璃少。

### 胶层
胶层主要是类似透明胶带上的丙烯酸胶水，或者为UV胶，也有光固化膠版本的。

## 历史
在触摸屏的智能手机尚未普及的时候，人们还没有意识到需要为屏幕粘贴保护膜。部分人使用出厂自带的保护膜来防止屏幕刮伤，但大部分人会撕掉它们。后来随着手机屏幕尺寸的增大以及智能手机使用得更加频繁，许多人都遇到手机屏幕被刮花甚至是摔碎的情况，于是出现了最初的PE/PET屏幕保护膜。后来因其不防刮，不防油污，手感一般，以及钢化膜的出现而逐步退出了市场。现在市场以钢化膜为主，还出现了一些新型保护膜。

## 保护膜品种分类

### 钢化玻璃膜
材料为钠钾钙强化玻璃或铝离子强化的高铝硅玻璃，硬度高，防刮效果好，是应用最普遍的手机膜。部分存在边缘贴合性问题，因此还衍生出2D/2.5D/3D的分类。还有的商家称之为金刚膜、钻石膜、钢化膜。这种保护层的厚度只有0.1毫米，能将原有的屏幕面完全覆盖，防止受到外力的损害，划伤，更增加了冲击吸收性，比PET膜的标准高5倍。不会影响屏幕的视频效果。钢化玻璃在家居中的使用地方还是不少的，门窗、茶几、淋浴房等等。听到钢化玻璃一詞，人们普遍都会想到“堅硬，可靠”，且以往内钢化玻璃破碎后没有尖角，因此它还被称为“安全玻璃”，然而因为多起钢化玻璃自爆事件，使大眾重新開始審視鋼化玻璃的可靠性。
一般塑料贴膜的表面硬度不超过大約3H，玻璃的硬度大約為6H左右，而经过钢化处理的玻璃，硬度則略高于普通玻璃。

### UV膜
随着曲屏手机的出现，钢化玻璃膜衍生出了UV膜。它由一片热弯玻璃和光固化胶水组成。在曲屏手机上与屏幕贴合性佳，且具有钢化玻璃膜的全部特点。

### 水凝膜
材料为TPU，与屏幕贴合性佳，但粘贴时容易产生气泡，易脏，易破裂，硬度低，防刮效果不好。

### 陶瓷膜
材料为PMMA与PET的复合膜，与屏幕贴合性佳，硬度和防刮效果与钢化膜相当，很好的解决了钢化膜边缘易因压迫而碎裂的问题。

### 新式膜
在屏幕涂上UV胶水形成薄膜的新式贴膜，例如菲林膜，光固化膜。这种贴膜有的没有疏水层，有的也不防刮。

## 保护膜功能分类

### 高清
最普通的透明保护膜，透光率普遍在90~95%之间。

### 磨砂
在膜上喷砂，使保护膜表面不再光滑，具有一定的摩擦力，改善了触感，减少了原本光滑表面产生的镜面反射。

### 防窥
屏幕仅在可视角度(20°~30°)内可见，防止左右两侧的人窺探屏幕上的内容。

### 蓝光
加入涂层，通过光的反射与干涉作用减少蓝光透过。实际测试中只能减少不到5%蓝光，而打开手机夜间模式至少能减少10%的蓝光，如果调节至更高强度，则能减少40%甚至更多的蓝光。

### 绿光
加入涂层，通过光的反射与干涉作用使屏幕看起来发绿。这是商家利用人们认为绿色更护眼的观点而推出的一种噱头大于实用的手机膜种类。

## 物理膜与化學膜
手機面板上的保護膜有兩種，一種是物理膜，一種是化學膜。一般所稱的貼膜是指肉眼可見的塑膠、玻璃是物理膜，然而，物理膜上會有肉眼不可見的化學膜。物理膜提供物理性的保護，例如承受外力撞擊，而抗指紋、撥水、易潔特性是來自於化學膜，化學膜是以「化學鍍」的方式在玻璃材質上產生一薄層化學物質，為了區別起見，化學膜又稱為手機鍍膜。但實際上「手機貼膜」或「手機屏幕保護膜」是同時含有著物理膜與化學膜。
手機或平板電腦在出廠時，玻璃面板原本就會有化學膜，如果手機面板再貼膜，則原廠的化學膜會被新貼上的物理膜覆蓋，早期貼膜手機在透光率、手感光滑度與撥水（易潔）性上較差，甚至完全消失。近年來新款的玻璃貼膜在手感、透光率及撥水性上的問題已經有改善。
以固化溫度區分，用於手機面板的化學鍍有高溫固化與自然風乾固化兩種技術，高溫固化多在玻璃廠內進行，一般而言製程較快速，而自然風乾需較長的時間，一般需三天時間，只有少部分高端產品則可在12小時內完成自然風乾固化，如果有充分時間自然固化，持久效果會比高溫瞬間固化更好，因高溫製程會因熱度不均勻而導致部分固化表層阻礙底層固化的問題。
化學膜的撥水（易潔）性會因使用時手指摩擦而失去作用。所以手機一旦開始使用後，不論是否貼膜，都會有化學膜的效果（例如撥水易潔性）消失的問題，此問題只能以重新鍍膜解決，且重新鍍膜後仍需定期重鍍才能維持效果，重新鍍膜的週期約一季一次。

## 防刮
防刮有兩種意涵，要注意廠商的廣告話術，如果面板表面有物理膜，則無論如何都刮不到下方的原廠面板，就算自己裹上一層保鮮膜都能“防刮”，所有物理膜都能防刮，差別是硬度，剛化玻璃膜可以達9H的硬度，原廠玻璃面板的硬度約是3.5H-8H，在化學膜領域，“防刮”是高端的技術，實現極其困難，在消費大眾能接受的價格領域內，尚無可防刮的化學膜。

## 撥水性與撥油性
在化學鍍膜上稱為撥水性或荷葉效應的性質，有易潔、防污的功用。撥油性則有抗指紋的功用。這兩種特性不同，多半的化學鍍膜只有其中一種特性，只有含氟類的材料（有高分子塗佈、真空蒸鍍、複合塗佈三種施工方式）可以同時具有撥水性跟撥油性，但持久性不佳，有效期在一個月以下，且含氟材料有毒性的顧慮與價格偏高的缺點。

## 高分子膜與奈米膜(納米膜)
化學膜依據材料特性有高分子膜與奈米膜兩種。高分子膜主要作用原理是將基材表面的孔洞填平，並在表面形成高分子膜層，由此表面膜層產生撥水性的效果。奈米膜則會在表面生成奈米針狀結晶，利用奈米針尖將水分子頂住產生撥水性，所以奈米膜會有非常好的撥水效果。高分子膜的缺點是撥水性不如奈米膜，而奈米膜由於表面細小的奈米結晶容易因摩擦而斷裂，撥水效果的耐久性不如高分子膜。兩者各有優劣。

## 缺点
屏幕保护膜会干扰某些触摸屏的操作。此外，尽管一些钢化玻璃屏幕保护膜带有自己的疏油涂层，但触摸屏现有的疏油涂层将被覆盖。
在某些设备上，屏幕保护膜的厚度可能会影响设备的外观和触感。